# Gura Câlnăului
Gura Câlnăului – wieś w Rumunii, w okręgu Buzău, w gminie Vadu Pașii. W 2011 roku liczyła 598 mieszkańców.